# Per Kellin
Per Åke Nilsson (N:son) Kellin, född den 17 september 1903 i Svea livgardes församling, Stockholm, död den 31 mars 1973 i Sankt Matteus församling, Stockholm, var en svensk arméofficer (generalmajor) som var rikshemvärnschef 1955–1968.

## Biografi
Kellin avlade studentexamen vid Statens provskola Nya Elementarskolan i Stockholm 1922 och officersexamen 1924 varefter han blev fänrik vid Södermanlands regemente (I 10). Kelling blev därefter underlöjtnant 1926 och löjtnant 1928 vid I 10. 
Efter genomgången krigshögskola utnämndes han 1937 till kapten i Generalstabskåren, blev major där 1942 och överstelöjtnant 1946. Åren 1947–1950 tjänstgjorde han som överstelöjtnant vid Älvsborgs regemente (I 15) och utnämndes därefter till överste vid Generalstabskåren. Åren 1952–1954 var han chef för Skånska trängregementet och därefter 1955–1968 rikshemvärnschef. År 1959 befordrades Kellin till generalmajor. Han erhöll avsked med pension 1968. Efter sin pensionering medverkade Kellin med bokrecensioner i Biblioteksbladet och Bokrevy.
Kellin var ledamot i Kungliga Krigsvetenskapsakademien från 1946 och var dess andre styresman 1959–1963. Från juni 1941 kommenterades det militära läget under andra världskriget på de olika krigsfronterna regelbundet en gång i veckan  i radio (Dagens Eko) av Kellin.
Per N:son Kellin var son till kamreraren och kaptenen Nils Adolf Kellin och Thyra Charlotta Kellin (född Hermansson). Han gifte sig 1930 med Selma Birgitta (Britta) Jernbergh, dotter till kronokassören, juris kandidat Carl Laurentius (Lars) Jernbergh och Selma Christina Lovisa Jernbergh (född Henschen).

## Utmärkelser
- Kommendör av första klass av Svärdsorden, 1943.[1]
- Kommendör av Svärdsorden, 18 november 1954.[2]
- Kommendör av första klassen av Svärdsorden, 23 november 1956.[3]